# Gad Tedeschi
Gad Tedeschi nato Guido Tedeschi, in ebraico גד טדסקי (Rovigo, 17 maggio 1907 – 21 novembre 1992) è stato un giurista italiano naturalizzato israeliano, docente presso l'Università di Siena (1935-38) e quindi presso l'Università Ebraica di Gerusalemme (1947-76).

## Biografia
Guido Tedeschi nasce a Rovigo il 17 maggio 1907, figlio di Attila Tedeschi e della moglie Pauline. Nel capoluogo polesano trascorre i primi anni di vita fino a che il padre, portando con sé la famiglia, deve trasferirsi per lavoro prima a Bologna, nel 1912, poi a Ferrara, nel 1917, ed alla fine, due anni più tardi, a Roma. Di famiglia ebraica laica, il giovane Guido cresce non seguendo le tradizioni religiose.
A Roma frequenta il ginnasio imparando non solo il latino e il greco antico ma anche il francese e l'inglese. Si diploma all'età di 17 anni.
Al termine degli studi primari nel 1924 si iscrive alla Università di Roma La Sapienza, scegliendo gli studi di giurisprudenza cui si erano dedicati non solo il padre, ma anche lo zio Giorgio Del Vecchio ed il nonno Giulio Salvatore Del Vecchio, entrambi famosi giuristi. Nel contempo si arruola nella Regia Aeronautica frequentando un corso ufficiali dal quale si diploma nel 1927.
Conseguita la laurea nel 1928, ottiene la libera docenza nel 1930, lavorando nel contempo come avvocato.
Professore incaricato a Cagliari, Perugia e quindi all'Università di Siena per l'anno 1935-36, vi diviene professore straordinario nel 1936, guadagnandosi la stima di studenti e colleghi. Come giurista a Siena, Tedeschi ha l'occasione, fra l'altro, di contribuire ai lavori preparatori del codice civile italiano,
La sua carriera universitaria in Italia è tuttavia bruscamente interrotta dalle Leggi razziali fasciste. Perso il lavoro, si trasferisce nel 1939 nell'allora Mandato britannico della Palestina. Tedeschi si era già avvicinato ad ambienti sionisti in Italia negli anni '30 ed aveva visitato una prima volta la Palestina nel 1931. A Gerusalemme Tedeschi si familiarizza rapidamente con le tradizioni giuridiche locali e nel 1947 comincia l'insegnamento all'Università Ebraica di Gerusalemme. Nel 1949 è tra i fondatori della Facoltà di Giurisprudenza, dove insegnerà fino al 1976, ed è anche tra i fondatori dell'Istituto per le ricerche di legislazione e di diritto comparato intitolato a Harry e Michael Sacher, nel 1959. Il suo contributo alla codificazione progressiva del diritto israeliano è così determinante che egli è oggi considerato il padre del diritto civile nel nuovo Stato di Israele. Tedeschi si rivela insegnante capace di attirare e di formare gli allievi più promettenti; tra di loro si distinguono Aharon Barak, Izhak Englard e Alfredo Mordechai Rabello. Pur di continuare la sua attività di docente e ricercatore Tedeschi rinuncia nel 1953 anche alla nomina a membro della Corte suprema di Israele.
Per i suoi meriti nel campo della giurisprudenza Tedeschi è membro dell'Accademia israeliana delle scienze e delle lettere e riceve nel 1954 il Premio Israele, la massima onorificenza dello Stato di Israele per la cultura.